# 週日水銀小報

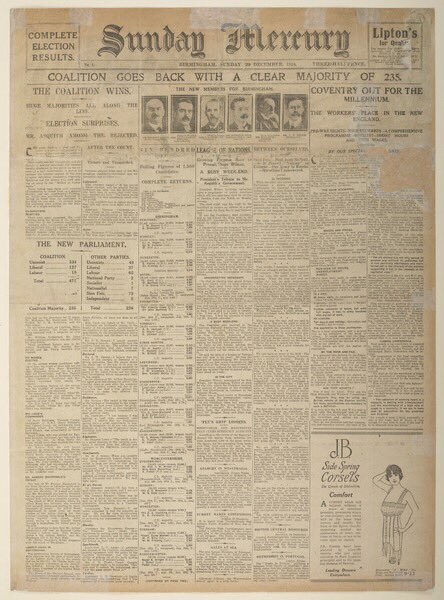
創刊封面

週日水銀小報（英語：Sunday Mercury）是英國伯明罕的小報，現由三一鏡報持有。創刊於1918年12月29日。第一位編者是約翰·特納·費倫（John Turner Fearon，1869-1937）。2006年，該報紙的發行量約為60,000，到了2014年只剩約25,000。